# Jetlag

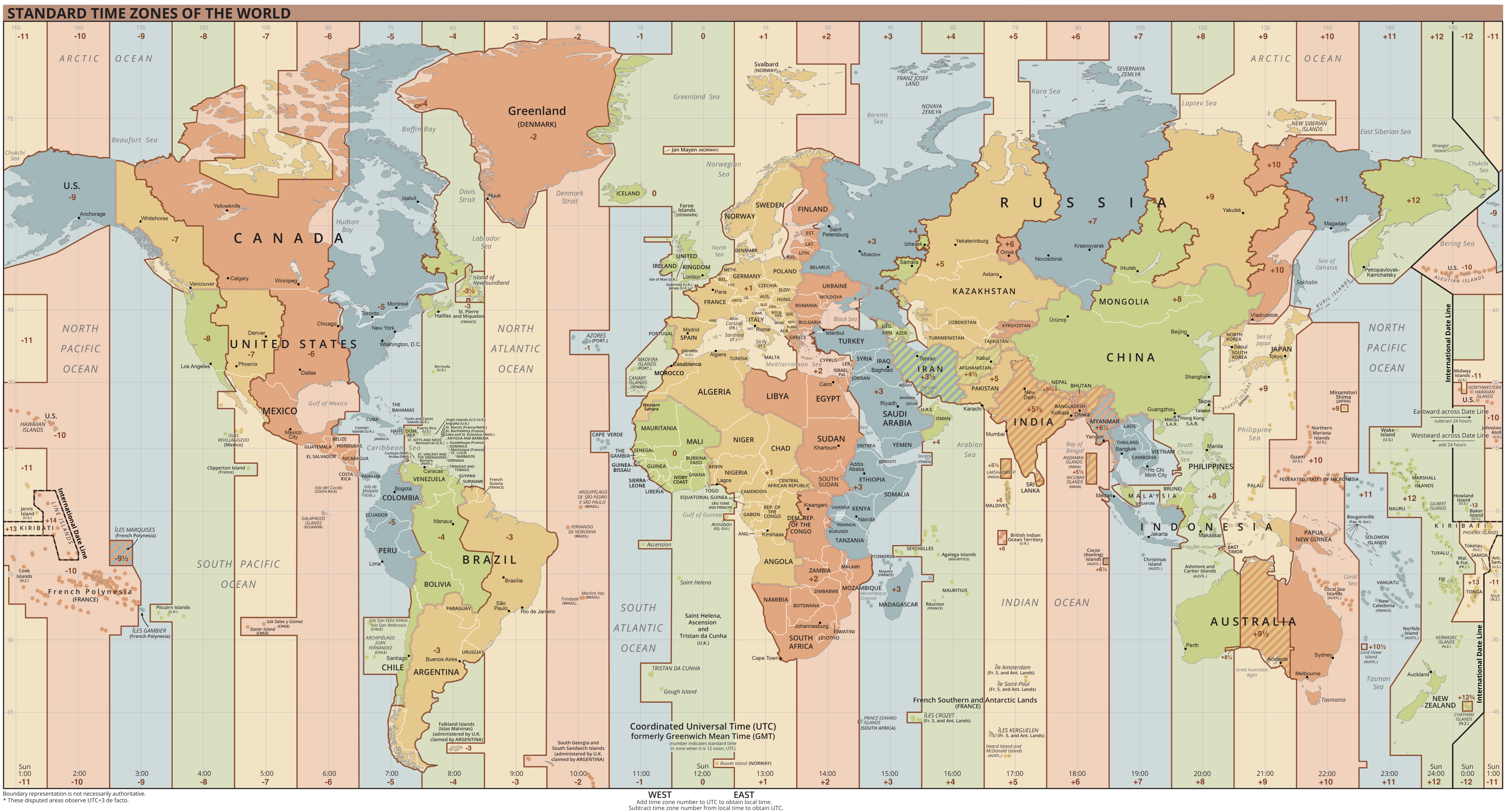
Weltkarte mit Zeitzonen

Als Jetlag (aus dem Englischen von jet ‚Düsenflugzeug‘ und lag ‚Zeitdifferenz‘) wird eine nach Langstreckenflügen über mehrere Zeitzonen auftretende Störung des Schlaf-Wach-Rhythmus (circadiane Dysrhythmie – circadiane Rhythmik) bezeichnet. Im Deutschen ist zuweilen auch der Begriff Zeitzonenkater anzutreffen.
Jetlag gehört nach dem Klassifikationssystem für Schlafstörungen „International Classification of Sleep Disorders“ (ICSD-2) zu den Zirkadianen Schlaf-Wach-Rhythmusstörungen und wird in diesem Zusammenhang als „Zirkadiane Schlaf-Wach-Rhythmusstörung, Typ Jetlag“, bezeichnet.
Nach der schnellen Reise über mehrere Zeitzonen ist die innere Uhr nicht mehr mit der neuen Ortszeit synchron. Licht und Dunkelheit treten zu ungewohnten Zeiten auf; die natürlichen Rhythmen wie Essens- und Schlafenszeit, Hormonproduktion oder Körpertemperatur kommen aus dem Takt. Da die innere Uhr sich nicht kurzfristig an eine neue Ortszeit angleichen kann, prägen sich unterschiedliche körperliche und psychische Beschwerden aus. Der Vorbeugung und Behandlung dienen insbesondere Verhaltensempfehlungen, die es erleichtern, sich an die Zeitzone des Zielortes anzupassen.

## Beschwerden
Die häufigsten Beschwerden des Jetlags sind Schlafstörungen in Form von Ein- und Durchschlafstörungen, Müdigkeit, Schwindelgefühl, Stimmungsschwankungen, Appetitlosigkeit und verminderte Leistungsfähigkeit bei körperlichen, manuellen und kognitiven Anforderungen. Dabei verschwinden die subjektiven Beschwerden meist nach wenigen Tagen, während objektiv im Schlaflabor messbare Parameter, Körpertemperatur und Hormonstatus sich erst nach längerer Zeit (bis zu zwei Wochen) anpassen. Obwohl fast alle Reisenden bei einer Zeitverschiebung von mehr als fünf Stunden Beschwerden wahrnehmen, sind deren Schweregrad und die Erholung davon individuell sehr unterschiedlich. Auch wenn der Einfluss vieler Faktoren nicht systematisch untersucht worden ist, scheinen die Beschwerden bei geringerem Alter ausgeprägter zu sein.

## Einfluss der Flugrichtung
Die Flugrichtung hat einen Einfluss auf die Ausprägung des Jetlags, wobei dieser bei Flugreisen nach Osten gewöhnlich stärker empfunden wird. Für viele Personen ist es einfacher, abends länger aufzubleiben, als morgens früher aufzustehen. Flüge nach Osten fordern beschleunigte, also verkürzte Taktphasen (entspricht vorzeitigem Sonnenauf- bzw. -untergang und damit früherem Aufstehen), Flüge nach Westen dagegen verlängerte Taktphasen (entspricht verzögertem Sonnenauf- bzw. -untergang und damit längerem Aufbleiben).
| Westwärts     | Empfundene Zeit   | Ortszeit Denver   |
| ------------- | ----------------- | ----------------- |
| Abflug        | 29. Januar, 13:30 | 29. Januar, 05:30 |
| Ankunft       | 29. Januar, 23:55 | 29. Januar, 15:55 |
| Schlafenszeit | 30. Januar, 06:00 | 29. Januar, 22:00 |

| Ostwärts      | Empfundene Zeit   | Ortszeit Seoul    |
| ------------- | ----------------- | ----------------- |
| Abflug        | 29. Januar, 11:55 | 29. Januar, 19:55 |
| Ankunft       | 29. Januar, 21:35 | 30. Januar, 05:35 |
| Schlafenszeit | 30. Januar, 14:00 | 30. Januar, 22:00 |

Nach dem in der Tabelle dargestellten Flug westwärts ist es gleichsam so, als sei man die Nacht über wach geblieben und erst um 6 Uhr morgens zu Bett gegangen, also acht Stunden später als normal. Nach dem dargestellten Flug ostwärts ist es so, als sei man ebenfalls die Nacht über wach geblieben, aber erst um 14 Uhr zu Bett gegangen, also 16 Stunden später als gewöhnlich.

## Grundlagen
Ziel der Forschung ist es, das Verständnis der dem Jetlag zugrunde liegenden Mechanismen zu ergründen. Dazu stehen aus methodischen Gründen in erster Linie Tierexperimente zur Verfügung.

### Circadiane Rhythmik
Der wichtigste Zeitgeber beim Menschen ist der Hell-Dunkel-Rhythmus der Tageszeiten. Die Mechanismen, die diesem zugrunde liegen, erhielten sich während der Evolution bemerkenswert stabil und bestehen typischerweise aus sich selbst regulierenden Zyklen, in denen spezifische Proteine (sogenannte „Uhrproteine“) ihre eigenen Genexpressionen steuern. Solche Regulationen behalten den 24-Stunden-Zyklus von RNA- und Proteinexpression bei. Trotz der Beibehaltung dieser Mechanismen wurden mittlerweile Fragen nach der Relevanz derselben laut, worauf nachgewiesen werden konnte, dass die Oszillation wichtiger „Uhr“-Gene ohne den Verlust der grundlegenden inneren Uhr eliminiert werden kann. Bereits Anfang der 1970er Jahre konnten durch Seymour Benzer bei der Taufliege Drosophila melanogaster genetisch veranlagt unterschiedliche Zeitabläufe der circadianen Rhythmik dokumentiert werden.

### Innere Uhr (Säugetiere einschließlich Mensch)

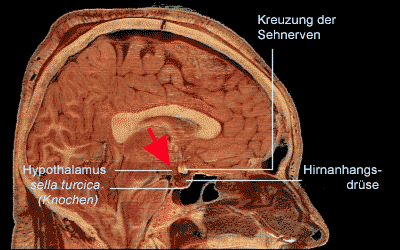
Lage des Hypothalamus

Bei Säugetieren wird der circadiane Rhythmus von einer inneren Uhr bestimmt, deren Sitz in einem Teil des Hypothalamus, dem Nucleus suprachiasmaticus, ausgemacht wurde. Der circadiane Rhythmus beeinflusst zahlreiche Körperfunktionen, wie Körpertemperatur, Blutdruck, Urinproduktion und Hormonausschüttung, und konnte auch in einzelnen Zellen nachgewiesen werden. Die innere Uhr läuft gewöhnlich nicht exakt im 24-Stunden-Takt. Sie wird unter normalen, gleichbleibenden Bedingungen täglich durch exogene Zeitgeber (z. B. Lebensumstände, Zeitpunkt der Mahlzeiten und helles Licht) beeinflusst; so bleibt sie unter normalen Umständen synchron. Diese Zeitgeber sind auch bedeutsam bei der Wiederanpassung im Falle eines Jetlags, an der auch Melatonin beteiligt ist. Dieses wird bei Dunkelheit vermehrt und bei hellem Licht – z. B. Tageslicht – vermindert ausgeschüttet. Der wichtigste Zeitgeber beim Menschen ist der Hell-Dunkel-Rhythmus der Tageszeiten. Der circadiane Rhythmus verändert sich nur träge, so dass er trotz einer einmaligen Störung der Nachtruhe nicht abrupt verändert wird.

### Grundlagenforschung am Tiermodell

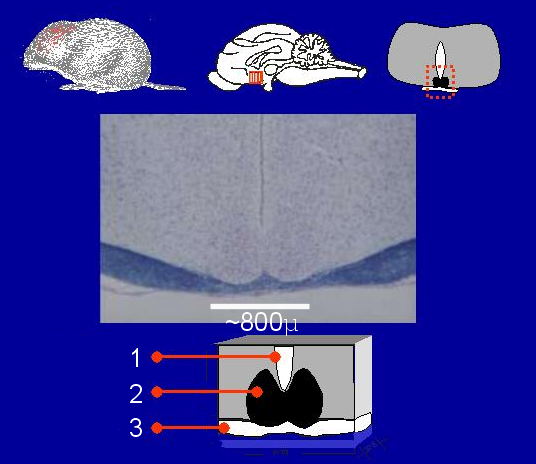
Lage des Nucleus suprachiasmaticus:
1: III. Ventrikel
2: Nucleus suprachiasmaticus
3: Sehnervkreuzung

Obwohl der Jetlag heutzutage sehr häufig vorkommt, haben sich bisher nur wenige hochrangige Studien damit beschäftigt. Schichtarbeit und häufiger Jetlag reduzieren die geistige Leistungsfähigkeit und erhöhen das Risiko für gesundheitliche Probleme. Als Beispiele hierfür werden in der Literatur Verdauungsprobleme, Magengeschwüre, Schlafstörungen und Krebserkrankungen genannt. Manche dieser Probleme nehmen im Laufe der Berufsjahre, als Folge des Alterungsprozesses oder einer Kumulation (Anhäufung) von Schäden, zu. Auch von Natur aus nimmt die Morbiditätsrate mit den Jahren zu; welche Rolle jedoch die innere Uhr dabei spielt, ist bislang weitgehend unverstanden.
Wenn ein Säugetier hellem Licht ausgesetzt ist und diese Information an den Nucleus suprachiasmaticus weitergeleitet wird, werden dort Glutamat und PACAP (pituitary adenylate cyclase activating polypeptide) freigesetzt, die die dortigen Nervenzellen (Neuronen) erreichen und zu einer Verstellung der inneren Uhr führen. Licht in der frühen Nachtphase verzögert und Licht in der späten Phase beschleunigt diese Verstellung. In beiden Fällen steigen der intrazelluläre Calciumionenspiegel und die Aktivität einiger Enzyme wie Phosphatasen und Kinasen (einschließlich der mitogen-activated-protein-Kinasen und der Ca2+/Calmodulin-abhängigen Proteinkinase). Dieser Vorgang ist abhängig von CREB (cAMP response element-binding protein) und ELK-1 (member of ETS oncogene family) und den „Uhrgenen“ (engl. CLOCK für Circadian Locomotor Output Cycles Kaput). Im Gegensatz zu diesen nächtlichen Vorgängen reagieren Tiere tagsüber dabei auch auf Stimuli wie Kochsalzinjektionen, unfreiwillige Aktivitäten in einer neuen Umgebung, oder auch Dunkelheit. An diesen Fällen ist der cAMP/PKA-Stoffwechselweg beteiligt, und die Gabe von cAMP-Analoga beschleunigt dann den Phasenablauf. Zusätzlich gibt es Hinweise darauf, dass der cAMP/PKA-Stoffwechselweg auch nachts eine Rolle spielt. Er scheint die Effekte der oben genannten Glutamat- und PACAP-Freisetzung in den frühen Nachtstunden zu unterstützen und ihnen in den späten entgegenzuwirken.
Bei nacht- und dämmerungsaktiven Hamstern bezieht der Mechanismus, der für lichtinduzierte Phasenvorläufe verantwortlich ist, also Glutamat, Ca2+/Calmodulin-abhängige Proteinkinase und die neuronale NO-Synthase mit ein, die ihrerseits letztlich wieder die „Uhrgene“ beeinflussen. Dieser Einfluss findet wiederum in den frühen und späten Nachtstunden unterschiedlich statt. In den späten Nachtstunden führt er dabei zur Aktivierung der Guanylylcyclase-cGMP-abhängigen Proteinkinase (PKG-cGMP-dependent protein kinase), die ihrerseits wieder die Phasen beschleunigt. Beim Hamster ist das cGMP-Niveau im Nucleus suprachiasmaticus tagsüber am höchsten. Die Veränderung scheint mit der cGMP-Phosphodiesterase-Aktivität und nicht mit der der Guanylylcyclase in Zusammenhang zu stehen. Bei Lichtstimulation in den späten Nachtstunden steigt das cGMP-Niveau signifikant an, nicht jedoch bei der gleichen Stimulation in den frühen Nachtstunden, woraus sich ableiten lässt, dass es zu einer Phasenbeschleunigung und nicht zu einer -verzögerung führt. cGMP-spezifische Phosphodiesterase-Hemmer, die die Hydrolyse von cGMP verhindern, lassen die Anreicherung dieser Substanz in der Zelle zu. Sildenafil verhindert den Einfluss der Phosphodiesterase-5 auf das cGMP und verlängert und erhöht dabei die Auswirkung des oben beschriebenen NO-Synthase/cGMP-Stoffwechselweges. Das cGMP-Niveau ist von besonderer Bedeutung für die beschleunigte Phasenverschiebung der inneren Uhr.

## Vorbeugung und Behandlung
Zur Vorbeugung und Behandlung des Jetlags gibt es eine Vielzahl von Verhaltensempfehlungen, die darauf abzielen, die Anpassung an die Zeitzone des Zielorts zu erleichtern und so Beschwerden des Jetlags abzumildern. Bei Kurzaufenthalten am Zielort kann jedoch auch in Erwägung gezogen werden, entgegen der vorgefundenen Realität den Tag-Nacht-Rhythmus der Heimat beizubehalten.

### Allgemeine Verhaltensempfehlungen
Die folgenden Verhaltensempfehlungen beruhen in den meisten Fällen auf Erfahrung und sind nicht durch medizinische Studien belegt.
- bereits im Flugzeug die Uhr auf die Uhrzeit des Ziellandes umstellen, um sich mental an den neuen Zeitrhythmus zu gewöhnen
- am Tagesrhythmus des Zielorts teilnehmen
- viel Zeit am Zielort im Freien verbringen
- für ausreichenden Schlaf in der ersten Nacht nach der Ankunft am Zielort sorgen
- in den ersten zwei Tagen nach der Landung anstrengende Aktivitäten vermeiden
- weder Schlafmittel noch Alkohol einnehmen

### Einfluss des Lichts
In Analogie zu den am Tiermodell gefundenen Grundlagen ist aus Laboruntersuchungen, jedoch nur aus wenigen Feldversuchen, bekannt, dass der Zeitpunkt der Einwirkung von hellem Licht – bezogen auf die Phase der niedrigsten Körperkerntemperatur (3 bis 5 Uhr der gefühlten Zeit) – einen besonderen Einfluss auf die Anpassung an eine Zeitumstellung hat. Wirkt helles Licht in den sechs Stunden vorher ein, so verzögert es die Umstellung, in den sechs Stunden danach fördert es sie. Bei einem Flug nach Osten von bis zu neun Zeitzonen muss also das Ziel sein, die innere Uhr durch Lichtexposition in den sechs Stunden, nachdem die Körpertemperatur ihr Minimum erreicht hat, zu verstellen. Gleichzeitig sollte eine solche Lichtexposition vorher vermieden werden, da sie zu einer Verzögerung der Umstellung führt. In Stunden umgerechnet bedeutet das, dass man (bezogen auf die gefühlte Zeit, nicht auf die Ortszeit) sich nach 5 Uhr hellem Licht aussetzen und es vor 3 Uhr vermeiden sollte. Bei allen Flügen nach Westen und über mehr als neun Zeitzonen nach Osten dagegen sollte eine Verzögerung der Umstellung dadurch angestrebt werden, dass man sich in den sechs Stunden vor 3 Uhr hellem Licht aussetzt und es in den sechs Stunden nach 5 Uhr vermeidet. Wenn man also bei einem Flug nach Westen dort nach den üblichen Lebensgewohnheiten analog zur Ortszeit lebt, ist das mit diesen Regeln im Einklang, nicht jedoch bei einem Flug nach Osten. Dieses Konzept erklärt die häufig geschilderte Empfindung, dass Reisen nach Westen besser vertragen werden als solche nach Osten. Als Hilfsmittel zur Umsetzung dieses Konzeptes wurden batteriebetriebene „Lichtbrillen“ und entsprechende Tabellen für Reisende entwickelt. Diese Gesetzmäßigkeiten können auch präventiv eingesetzt werden.

### Melatonin-Präparate
Die häufig propagierte Verwendung von Melatonin-Präparaten zur Linderung des Jetlags bleibt kontrovers. Zwar ergab eine Metaanalyse mehrerer klinischer Studien Hinweise darauf, dass Melatonin in einer Dosierung von 0,5–5 mg wirksam sein kann, eine andere Metaanalyse stellt die Wirksamkeit von Melatonin jedoch in Frage und beleuchtet auch die Problematik möglicher Wechselwirkungen mit Medikamenten (z. B. Antithrombosemittel und Antiepileptika). Laut der Health-Claims-Verordnung dürfen Melatonin-Präparate in der Europäischen Union mit der gesundheitsbezogenen Angabe „Melatonin trägt zur Linderung der subjektiven Jetlag-Empfindung bei“ als Nahrungsergänzungsmittel beworben werden, wenn bestimmte Angaben über die Dosierung und konkrete Einnahmehinweise gemacht werden.

### Medikamente
Die Einnahme von Medikamenten muss dem neuen Tagesrhythmus angepasst werden. Dies ist besonders relevant für manche Hormonpräparate wie z. B. Insulin oder die Minipille. Vor Reisen über mehrere Zeitzonen hinweg sollte man sich daher bei einem entsprechend weitergebildeten Arzt oder Apotheker reisemedizinisch beraten lassen.

### Ernährung
Eine genügende Flüssigkeitszufuhr während des Fluges kann einer Dehydratation vorbeugen und so das Wohlbefinden nach dem Flug unabhängig vom Jetlag-Syndrom verbessern. Ob eine spezielle Diät tatsächlich einen positiven Effekt auf Jetlag-Beschwerden hat, werden weitere Untersuchungen bestätigen müssen; aktuelle Studien scheinen diesen Einfluss aber zu bestätigen.

## Herkunft des Begriffs
Historisch gesehen geht die weltweite Verbreitung des Begriffs „Jetlag“ (im heute verwendeten Sinne) auf die Arbeit von Charles Ehret (US-amerikanischer Chronobiologe, 1923–2007) zurück. Durch sein 1983 zusammen mit Lynne Waller veröffentlichtes Buch Overcoming Jet Lag gelangte der Begriff erstmals an die breite Öffentlichkeit. Das Buch wurde in über 200.000 Exemplaren verkauft. Es erregte damals nicht nur Aufmerksamkeit bei Musikern, Sportlern, Geschäftsleuten, Diplomaten und Schichtarbeitern, sondern auch beim amerikanischen Präsidenten Ronald Reagan und dem Militär.
In der angloamerikanischen Fachliteratur tauchte der Begriff allerdings bereits vor 1983 auf. Nachweisen lässt er sich bereits Mitte der 1960er Jahre auf den Regenbogenseiten der Presse. Mehr oder weniger ironisch wurde er damals als One of the chic new ailments („eine der schicken neuen Krankheiten“) bezeichnet oder auch als Alliteration zu Jetset verwendet.